# 赫伯特·史密斯
赫伯特·史密斯（英語：Herbert Smith，1877年11月22日—1951年1月6日），英国男子足球运动员，司职边后卫。他曾代表英国国家队参加1908年夏季奥林匹克运动会足球比赛，获得一枚金牌。